# هارولد ماكجرو الثالث
هارولد ماكجرو الثالث (بالإنجليزية: Harold McGraw III)‏ هو رائد أعمال أمريكي، ولد في 30 أغسطس 1948.

## وصلات خارجية
- هارولد ماكجرو الثالث على موقع إن إن دي بي (الإنجليزية)